# Ай-Фока (мыс)
Ай-Фока (укр. Аі-Фока, крымскотат. Ай-Фока, Ay-Foka) — мыс восточной части Южного берега Крыма со складчатыми обрывами над морем, южная оконечность горы Паная-Кая. Расположен на 2 километра юго-восточнее села Морское, около региональной автодороги 35К-005 Алушта — Феодосия. Разделяет Капсихорскую бухту и бухту Маленького Капитана.
С мыса Ай-Фока в сторону Судака видны мысы Чикен, Меганом, а в сторону Алушты — главная гряда Крымских гор, завершаемая Аю-Дагом.

## Описание
Мыс Ай-Фока (греч. αγι(ος) Φοκας) получил название по селению, возникшему здесь в IX в. с храмом, посвященном святому Фоке Синопскому, покровителю садоводов и мореплавателей.

## Археология
На мысе Ай-Фока выявлены средневековое укрепление VII-X вв., средневековое поселение XIII-XV вв. и храмы (объекты обнаружены в 1962 году, разведочные раскопки проведены в 1988 году).

Храм святого Фоке Синопскому относится к однонефным постройкам с пятигранной апсидой, расположен на юго-западном склоне мыса Ай-Фока, в 123 метрах от моря. В 1962 г. в ходе масштабных разведок в восточном Крыму был обследован М. А. Фронджуло, а в 1989–1990 гг. полностью раскопан И. А. Барановым. В ходе раскопок найдены фрагменты амфор константинопольского производства с дуговидными ручками, коричневоглиняной кухонной
посуды и поливной красноглиняной керамики с орнаментом «сграффито», датируемыми второй половиной XIII – XIV вв. К югу от храма располагался некрополь.
Предположительно разрушен в результате сильного землетрясения.

## Геология
Более миллиона лет назад территория мыса была подводной террасой. В геологическом строении побережья, включающем мыс Ай-Фока, участвует комплекс автохтонных пород таврического (T3-J1) и среднеюрского (J2) флиша, обнажившихся в ходе альпийских горообразовательных движений, когда южное крыло мегантиклинория Горного Крыма было погружено под уровень Чёрного моря. Доминирующими породами в эскиординском флише являются аргиллиты — тёмно-серые, слегка коричневатые или зеленоватые, иногда почти чёрные, довольно слабо метаморфизированные. Алевролиты играют подчинённую по мощности роль, образуя прослои толщиной от нескольких сантиметров до 1 метра, неравномерно распределённые среди глинистых пород.

## Природа
Ландшафт Ай-Фока относится к горным крымским, низко и среднегорным смешаннолесным-склоновым ландшафтам, с бурыми горно-лесными и дерново-буроземными почвами, буково-сосновыми лесами, вулканическим низкогорьем с коричневыми почами, с можжевелово-грабинниковыми дубовыми редколесьями, амфитеатроподобными прибрежными шибляками, можжевелово-дубовыми редколесьями, лесопарками, виноградниками.
Флора высших сосудистых растений представлена 190 видами из 51 семейства, что составляет 6,9 % от флоры Крыма, из них 7 видов крымских эндемиков (3,7 % флоры территории). 12 видов относятся к редким, и включены в Красные книги и природоохранные конвенции.

## Прочие сведения
На мысе Ай-Фока расположен крымский Язык Тролля - каменистый выступ на высоте около 230 метров над уровне моря.
Пешеходная тропа, по которой можно подняться к Языку Тролля, идет от пансионата «Солнечный камень» около села Морское. Второй вариант подъема к Языку Тролля - с пляжа села Веселое в бухте Маленького Капитана по восточному склону горы Паная-Кая.

## Топографические карты
- Лист карты L-36-118 Судак. Масштаб: 1 : 100 000. Состояние местности на 1974 год. Издание 1976 г.

## Галерея

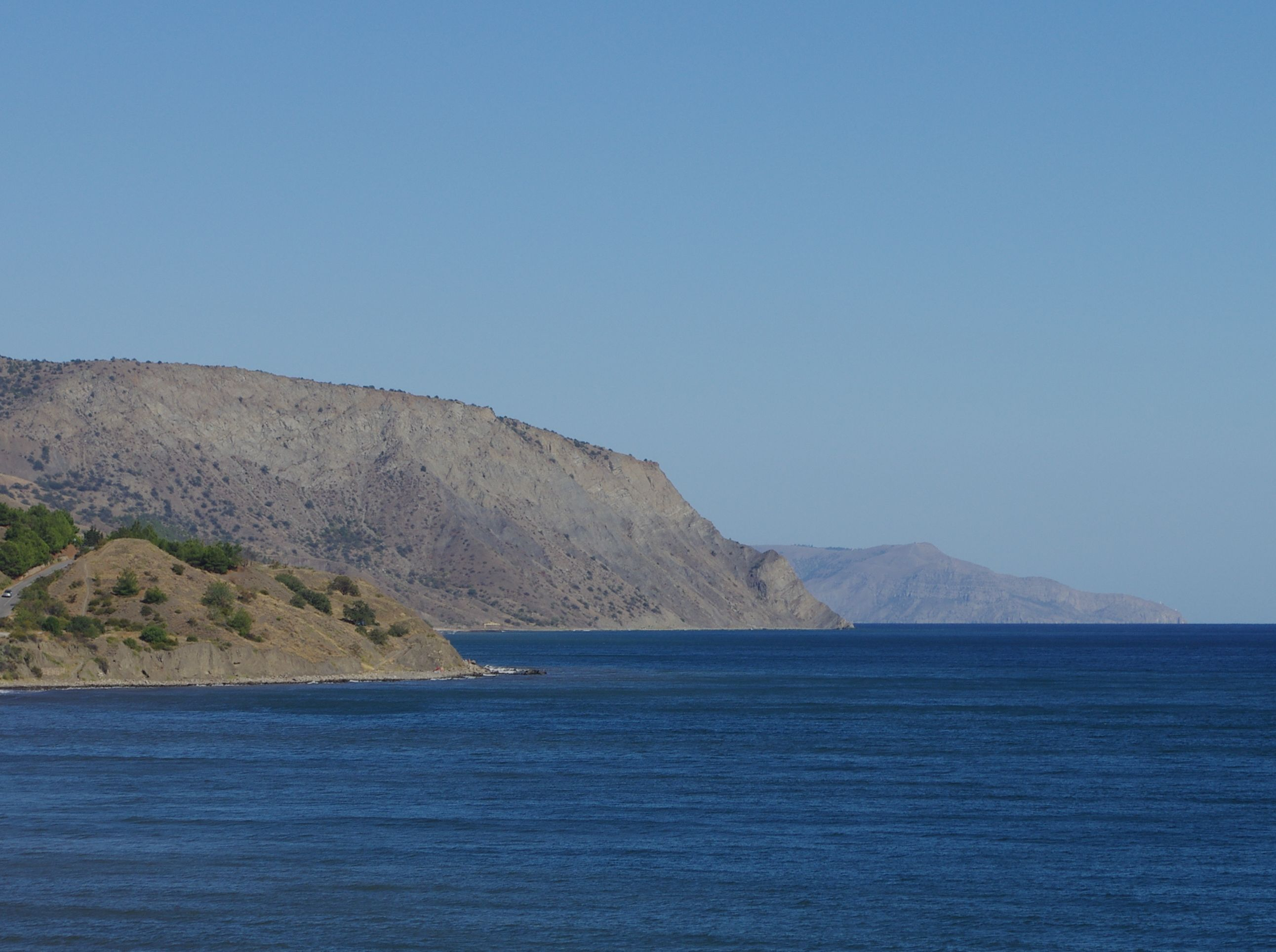
Мысы Партизанский, Ай-Фока, Меганом со стороны Капсихорской бухты
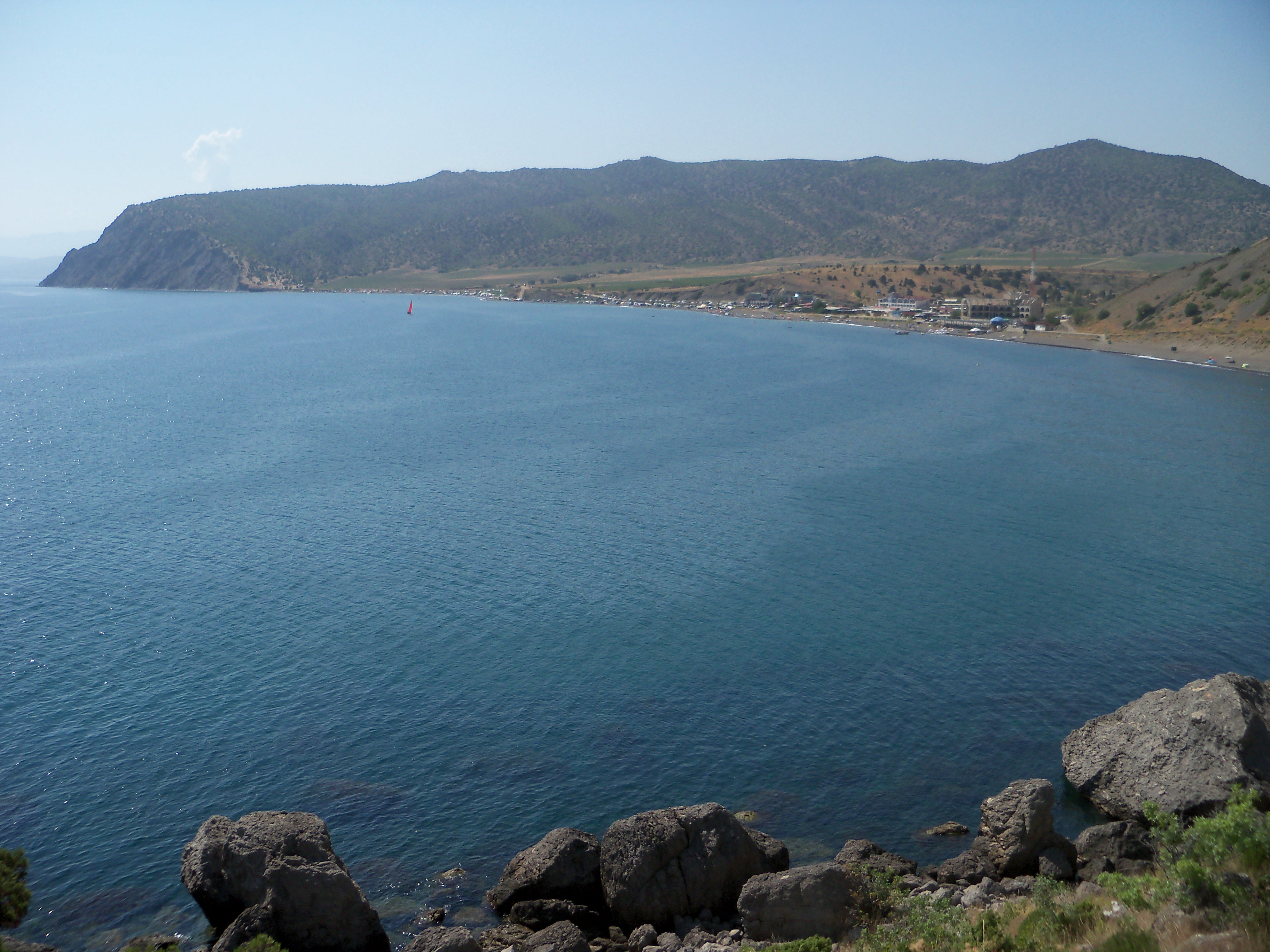
Ай-фока и гора Паная-Кая со стороны бухты Маленького Капитана
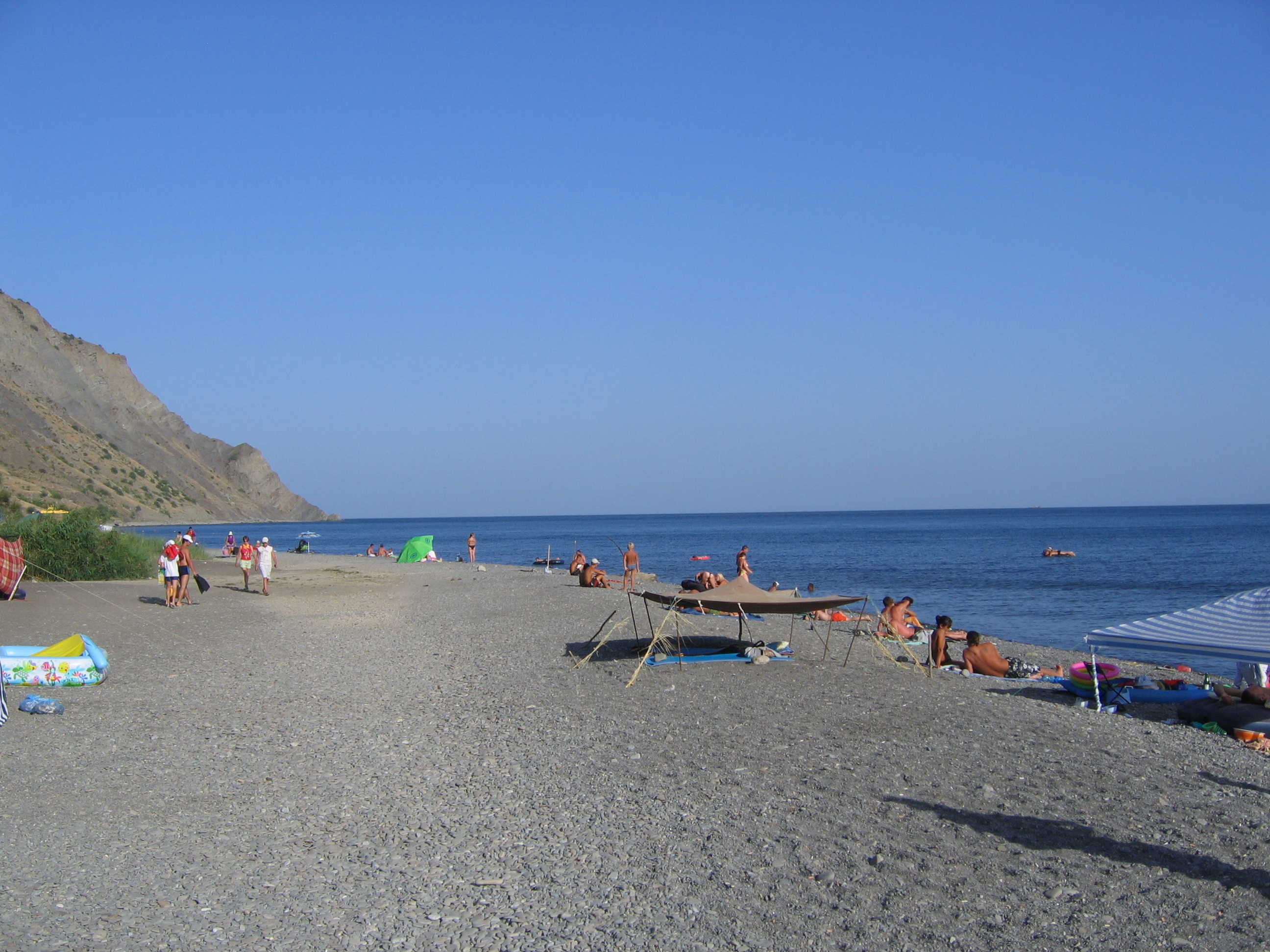
Мыс Ай-Фока